# Cantharocnemis minor
Cantharocnemis minor är en skalbaggsart som beskrevs av Hermann Julius Kolbe 1898. Cantharocnemis minor ingår i släktet Cantharocnemis och familjen långhorningar.
Artens utbredningsområde är Kenya. Inga underarter finns listade.